# Кастелли, Лаура
Лаура Кастелли (итал. Laura Castelli, родилась 14 сентября 1986 года в Турине) — итальянский политик, депутат Палаты депутатов Италии от Движения пяти звёзд.

## Биография
Получила экономическое образование (деловое администрирование и экономические операции). Избрана в Палату депутатов 5 марта 2013 года по итогам парламентских выборов от избирательного округа Пьемонт 1 от «Движения пяти звёзд». С 7 мая 2013 года заседает в V комиссии (по бюджету, финансам и планированию).
12 июня 2018 года назначена младшим статс-секретарём Министерства экономики и финансов в правительстве Конте.
13 сентября 2019 года назначена заместителем министра экономики и финансов при формировании второго правительства Конте и 16 сентября вступила в должность.
24 февраля 2021 года назначена заместителем министра экономики и финансов в правительстве Драги, 1 марта приведена к присяге и вступила в должность.
22 октября 2022 года было сформировано правительство Мелони, в котором Кастелли не получила никакого назначения.